# L'Aiguillon-sur-Vie
L'Aiguillon-sur-Vie è un comune francese di 1 649 abitanti situato nel dipartimento della Vandea nella regione dei Paesi della Loira.

## Società

### Evoluzione demografica
Abitanti censiti